# Pauli Siitonen
Pauli Siitonen, född 3 februari 1938 i Simpele (i nuvarande Rautjärvi), Finland, död 20 april 2024 i Esbo, var en finländsk längdskidåkare.
Pauli Siitonen var en av de framgångsrikaste långloppsåkarna under 1970-talet. 1973 vann han som andra finländare Vasaloppet. Dessutom hade han fem segrar i Finlandialoppet i Finland samt König-Ludwig-Lauf i Tyskland.